# Косми-Прушкі
Косми-Прушкі (пол. Kosmy-Pruszki) — село в Польщі, у гміні Сонськ Цехановського повіту Мазовецького воєводства.
Населення — 70 осіб (2011).
У 1975-1998 роках село належало до Цехановського воєводства.

## Демографія
Демографічна структура станом на 31 березня 2011 року:
|          | Загалом | Допрацездатний вік | Працездатний вік | Постпрацездатний вік |
| -------- | ------- | ------------------ | ---------------- | -------------------- |
| Чоловіки | 39      | 7                  | 24               | 8                    |
| Жінки    | 31      | 5                  | 15               | 11                   |
| Разом    | 70      | 12                 | 39               | 19                   |